# Halictus georgicus
Halictus georgicus är en biart som beskrevs av Blüthgen 1936. Halictus georgicus ingår i släktet bandbin, och familjen vägbin. Inga underarter finns listade i Catalogue of Life.